# Château de Maudétour
Le château de Maudétour-en-Vexin se situe dans le Val-d'Oise, région Île-de-France. 

## Historique
Il fut édifié aux XVIIe et XVIIIe siècles à l'emplacement de l'ancien manoir des Rubentel, dont il ne reste aucune trace. 

## Localisation
Le château se situe en France, dans le département du Val-d'Oise, sur la commune de Maudétour-en-Vexin, au centre du village, rue des Tilleuls. L'une des façades donne sur la route des Bruyères.

## Description

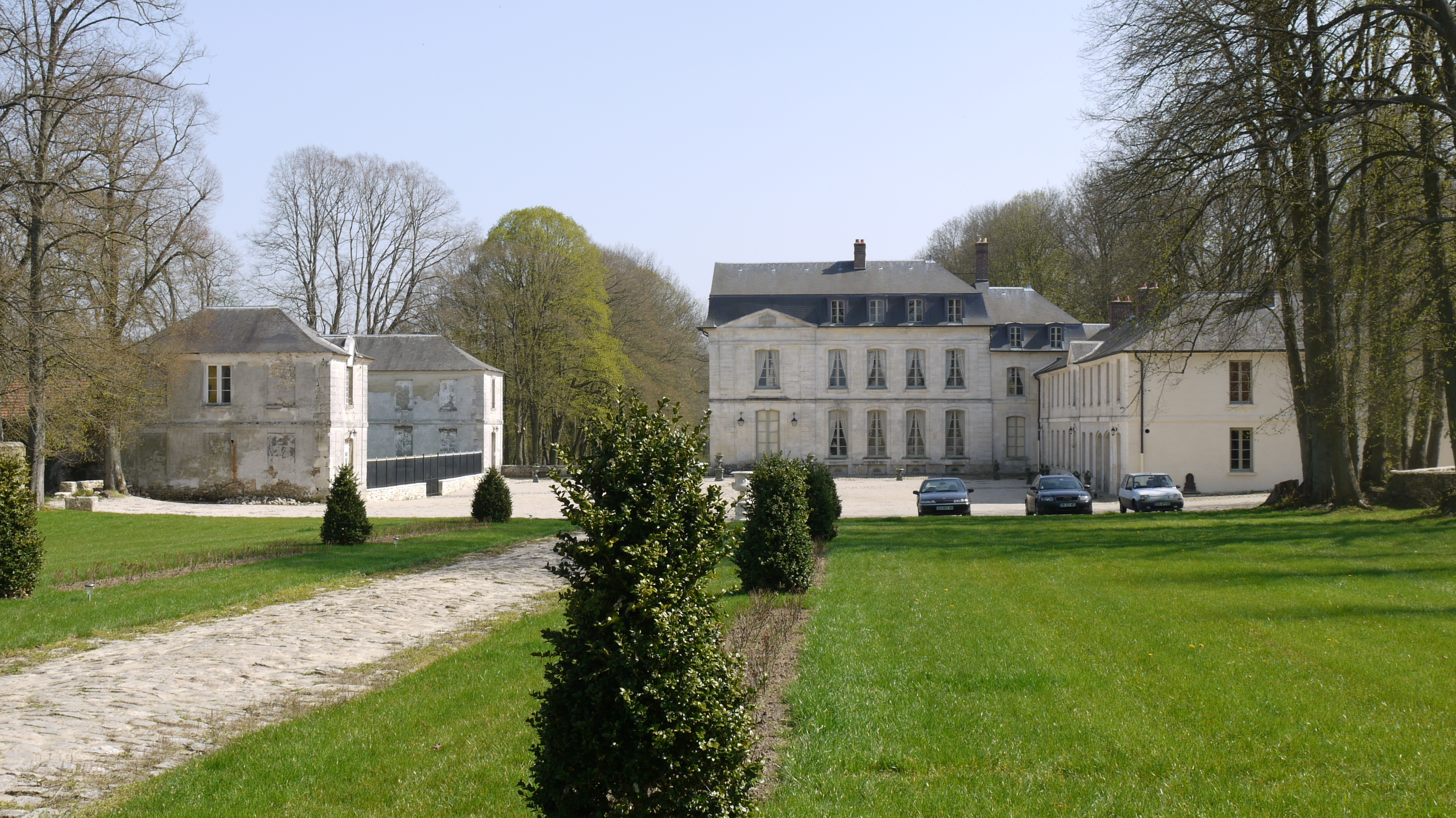
Façade sur la cour d'honneur.

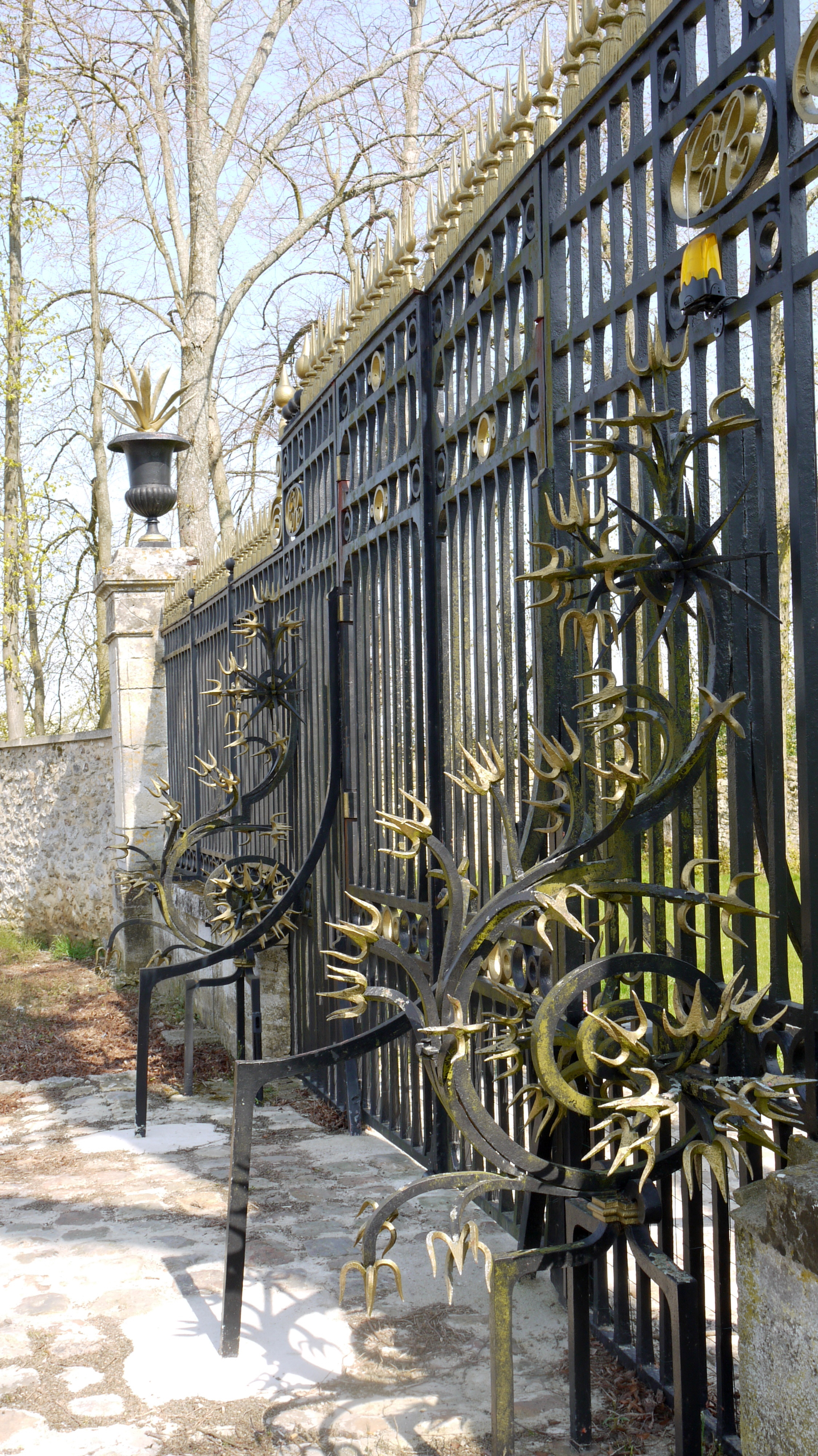
Grille d'entrée.

Le château de Maudétour avec son parc et sa cour d'honneur a été inscrit monuments historiques par arrêté du 11 avril 1947. Il se distingue par son étonnante apparence, l'aile construite en retour de l'ancien château au XVIIIe siècle étant restée inachevée. Ainsi, le corps de logis central construit au début du XVIIIe siècle et faisant face au portail principal se trouve-t-il prolongé à droite par des bâtiments de hauteur décroissante, alors même que les 5 travées de l'aile gauche qui auraient dû leur faire face pour assurer la symétrie d'un édifice d'architecture classique du XVIIIe siècle n'ont jamais été construites. Diverses raisons sont avancées pour expliquer ce caprice de l'histoire. La plus probable étant de nature financière.
Le château possède une cour d'honneur qui se prolonge par deux allées perpendiculaires entièrement pavées et fermées chacune aux extrémités du parc par une grille en fer forgé. La grille principale porte les initiales « CR » du nom de Charles de Rancher, seigneur de Maudétour qui fut le commanditaire de l'extension du château au XVIIIe siècle.
Il se prolonge en contrebas par l'ancienne chapelle et le pavillon de justice qui viennent encadrer la cour d'honneur. Ces 2 édifices sont eux-mêmes prolongés par 2 rangées parallèles de communs parmi lesquels une halle dont la charpente d'origine a pu être préservée et des écuries à colombage qui datent du XVIIIe siècle.
Cet ensemble de bâtiments est complété par un important colombier, construit en pierre de taille, et par un fruitier construit en forme de voûte.
Le parc de douze hectares fut dessiné par Le Nôtre. D'importants édifices en moellons et pierres subsistent encore de ce qui fut jadis un petit jardin à la Française. Parmi ceux-ci, l'allée de tilleuls bâtie en surplomb et encadrée de murs de soutien qui s'avance fièrement vers la plaine du Vexin. Au cœur du verger, se trouve également une glacière, type d'édifice assez rare dans la région. 
Le château a fait l'objet d'importants travaux de restauration de juillet 2006 à juillet 2009, puis de 2011 à 2017.
Les propriétaires actuels ont ouvert en septembre 2009 des chambres d'hôtes qui sont accessibles toute l'année. Des salles de réception ont également été aménagées dans les anciennes écuries. Elles peuvent accueillir depuis juin 2017 jusqu'à 250 convives.